# Instituto Gaúcho de Reforma Agrária
O Instituto Gaúcho de Reforma Agrária foi um órgão do Governo do estado brasileiro do Rio Grande do Sul voltado a solucionar o problema da terra no estado, criado por decreto do governador Leonel Brizola em 14 de novembro de 1961. O Instituto foi o organizador de um amplo programa de reforma agrária que desapropriou e entregou terras a muitas famílias de agricultores e legalizou outras já ocupadas, mas enfrentou várias dificuldades e foi encerrado ao fim do seu mandato em 1963.

## Antecedentes
O programa de reforma agrária do governo Brizola (1959-1963) se inseriu num contexto de crescentes debates no Brasil sobre a questão da terra e formação de movimentos sociais entre as décadas de 1950 e 1960, com diferentes setores da sociedade civil e da classe política propondo soluções distintas. Segundo o pesquisador Bernard Alves, "enquanto grupos mais progressistas defendiam, entre outras medidas, desapropriações de terras e discussões sobre a utilização social da mesma, outros deles comprometidos com os interesses da oligarquia rural do país apoiavam medidas que, no máximo, contemplavam a realização de projetos de reforma agrária em terras devolutas". Brizola iniciou seu programa num momento de crise nacional, na passagem entre os breves e tumultuados governos de Jânio Quadros e João Goulart, ambos propondo suas versões para uma reforma agrária nacional, e ambas mal sucedidas, mas neste período se verificou um certo abrandamento nas grandes resistências para a redistribuição de terras.

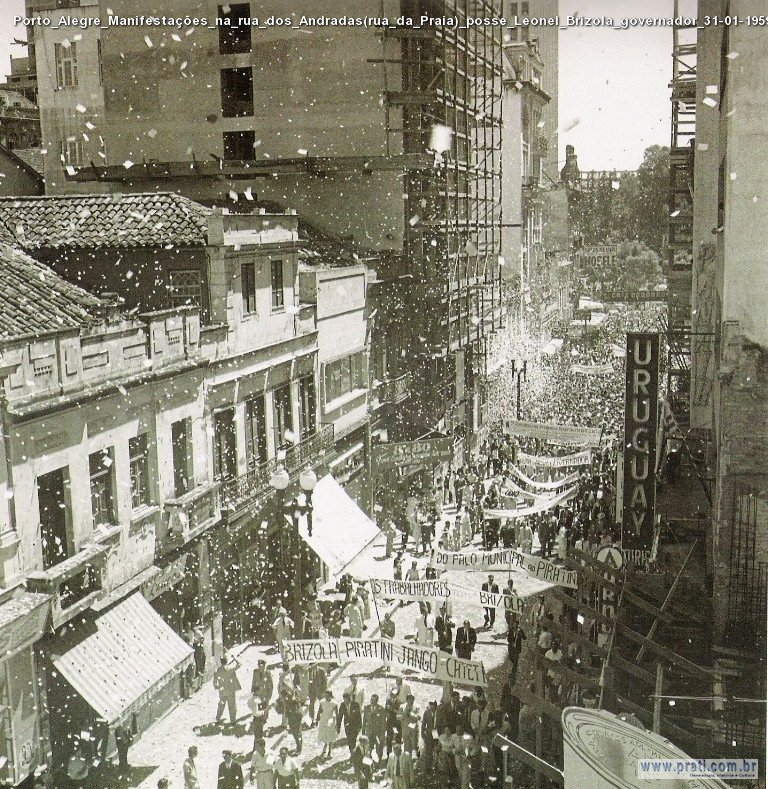
Manifestações na rua da Praia pela posse de Leonel Brizola como governador

Brizola desde o início do seu governo deixou claro que tinha intenções de modificar significativamente a estrutura fundiário no estado, e iniciou seu programa com a criação da Comissão Estadual de Terras e Habitação em 29 de fevereiro de 1960, vinculada às secretarias de Obras Públicas, de Agricultura e a de Trabalho e Habitação, com o objetivo de promover "a aquisição de terras para agricultores e suas organizações e de áreas destinadas a construção da casa própria, incumbindo-lhe ainda, fazer estudos, propor medidas, organizar e realizar projetos relacionados com seus objetivos". Seu presidente foi João Caruso, Secretário de Obras Públicas, assessorado por Paulo Schmidt como diretor executivo. O principal resultado da Comissão foi um detalhado relatório sobre a situação fundiária no estado, incluindo um plano definido para a efetivação da redistribuição de terras.
Ainda em 1960, em 7 de junho, foi fundado o Movimento dos Agricultores Sem Terra do Rio Grande do Sul (Master). Os autores divergem sobre a quem creditar a idealização do movimento, mas teve entre suas lideranças trabalhadores rurais, membros do Governo do estado, de governos municipais e políticos independentes, e logo foi apoiado pelo governador e por ele reconhecido de utilidade pública. Teve o objetivo de organizar os trabalhadores do campo, reunindo mais de 242 mil famílias, que se estabeleciam às margens de rodovias junto a latifúndios improdutivos e reivindicavam as áreas. Um dispositivo da Constituição do Estado permitia a entrega de terras a agricultores sempre que surgissem abaixo-assinados com no mínimo cem assinaturas reclamando a propriedade.

## O Instituto
Na esteira deste movimento, o Instituto Gaúcho de Reforma Agrária (Igra) foi criado em 14 de novembro de 1961 através de um decreto de Leonel Brizola, com o objetivo de consolidar sua política fundiária e desenvolver "projetos, iniciativas, bases e diretrizes de uma política agrária para o Estado do Rio Grande do Sul, objetivando a melhoria das condições socioeconômicas da população rural, o estabelecimento de um ambiente de justiça social no interior rural e, especialmente, quanto ao uso e propriedade da terra". Na época cerca de 3 milhões de gaúchos viviam no campo sem serem proprietários, geralmente em condições de miséria e exploração.
O Instituto também deveria promover a legalização de terras já ocupadas e produtivas, evitar a formação de minifúndios, promover técnicas modernas de colonização e produção, fomentar a organização de cooperativas e incentivar o espírito associativo entre as populações rurais. No mesmo ato de criação do Instituto, o governador criou a Comissão de Reforma Agrária e Levantamentos Especiais, com o objetivo principal de fazer um inventário das terras ocupadas por terceiros e um cadastramento de candidatos a reassentamento, prevendo que as organizações de classe teriam o reconhecimento de utilidade pública. Em 29 de janeiro de 1962 foi criado como um complemento o Programa de Projetos Especiais de Reforma Agrária e Desenvolvimento Econômico-social (Prade), voltado para "a democratização da propriedade e organização de granjas cooperativadas e comunidades de pequenos e médios agricultores e criadores", sob a supervisão do Igra. Ainda em 1962 o governo recebeu a colaboração da Federação das Associações Rurais do Rio Grande do Sul (Farsul), que contribuiu com um estudo sobre as melhores formas de implementar a reforma. Entre 1962 e março de 1964 surgiram mais de 20 acampamentos de agricultores sem terra reivindicando assentamento, geralmente atribuídos ao ativismo da Master, embora isso seja incerto, e até o fim do seu governo Brizola reconheceu organizações de sem terras em 30 municípios.
Os resultados da reforma agrária de Brizola foram limitados, segundo Helder da Silveira, pelo aproveitamento apenas parcial dos recursos financeiros destinados, dificuldades burocráticas, inconsistências legais, conflitos políticos, resistência de proprietários face à perspectiva de desapropriação, e pela distância entre as suas ambiciosas aspirações e as possibilidades reais de sua implementação em larga escala naquele contexto histórico e social. De todo modo, o projeto foi descontinuado ao fim do seu mandato em janeiro de 1963. Seu sucessor, Ildo Meneghetti, passou a reprimir a movimentação dos sem terra, que foi completamente desarticulada com a instalação da ditadura militar em março de 1964. Muitos dos cadastrados ou acampados nunca vieram a receber terras, os principais líderes do Master foram presos ou fugiram do país, e parte das conquistas de Brizola foram desfeitas pelos governos posteriores.
Apesar da brevidade e dos problemas do programa de Brizola, algumas áreas foram efetivamente entregues aos trabalhadores rurais. Em Camaquã o Instituto promoveu a demarcação do Banhado do Colégio, o primeiro projeto de reforma agrária do Brasil. O Banhado surgiu quando o Governo federal construiu a Barragem do Arroio Duro, formando uma área alagada. A partir da década de 1950 o Governo federal começou a drenar a área e canalizar o Arroio Duro, e as terras emersas começaram a ser invadidas por fazendeiros do entorno, arrendando os trechos invadidos para pequenos agricultores. Em 1962 o Governo estadual desapropriou 25 mil hectares, instalando as primeiras famílias. A fertilidade do solo proporcionou grandes safras e significativa prosperidade para os agricultores, e todos os depoimentos de beneficiados recolhidos pela pesquisadora Marluza Harres mostram "alguma forma de reconhecimento  pelo empenho político do governador Leonel Brizola em realizar a reforma agrária no Banhado do Colégio". O programa foi interrompido na ditadura, alguns agricultores nunca chegaram a receber o título de posse, outros que participaram do movimento sem-terra foram perseguidos e presos, e a desapropriação foi contestada judicialmente por fazendeiros do entorno, desencadeando-se um conflito que se arrastou por dez anos. Parte das famílias acabou vendendo as suas terras e se mudou para outros locais.

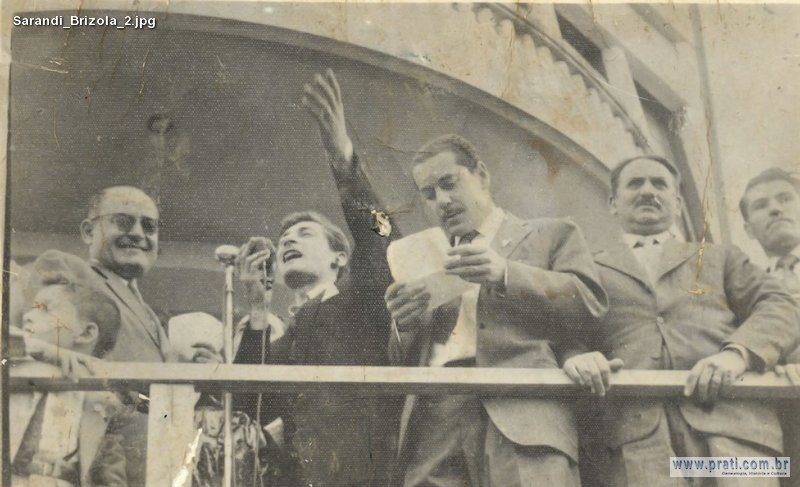
Brizola (ao centro) participando de comício em Sarandi

O próprio governador cedeu para distribuição 40% da Fazenda Pangaré em Osório, de sua propriedade, instalando cerca de 30 famílias. Em Sarandi formaram-se os acampamentos Cascavel e João XXIII, cujos integrantes receberam as terras da Fazenda Sarandi, que pertencia a uma empresa uruguaia, com 24 mil hectares improdutivos desapropriados em 13 de janeiro de 1962. Contudo, a desapropriação foi contestada judicialmente, Ildo Meneghetti modificou a destinação de parte dela para a criação de granjas mecanizadas, e na década de 1970 a fazenda foi objeto de ocupações. Em Itapuã foram instaladas cerca de 30 famílias em 3 mil hectares de terras públicas. Entre 1960 e 1961 foram legalizadas as terras de mais de 4,7 mil pequenos agricultores. Outros projetos de reassentamento foram estudados em Alegrete (duas áreas), Cachoeira do Sul, São Borja, São Luiz Gonzaga, Itaqui, Giruá, São Jerônimo e Canguçu, mas não houve tempo de implementá-los. O programa também desapropriou cerca de metade do território das reservas indígenas de Nonoai, Tenente Portela, Guarita e Iraí, gerando uma disputa judicial que se arrastou por mais de 20 anos.
Para Bernard Alves, as iniciativas de Brizola no sentido de implementar uma reforma agrária foram importantes porque deram subsídios técnicos e experiência para que o Governo federal mais tarde criasse programas fundiários como o Incra, e porque "as experiências de mobilização colocadas em prática durante o governo de Leonel Brizola do Rio Grande do Sul parecem ser indicativos do momento de criação de um repertório de ação coletiva, caracterizada por uma forma de reivindicação inovadora, a criação de acampamentos nas áreas das propriedades reconhecidas pelos demandantes como passíveis de desapropriação. [...] A partir do golpe militar de 1964, um período de latência dessa forma de reivindicação parece operar, mas a partir da década de 1970, quando novas mobilizações passam a ocorrer, parte delas se assemelham àquelas realizadas anos antes. Elementos como este sugerem que, apesar da repressão imposta aos representantes daquela iniciativa a partir da instauração do golpe militar, traços de um repertório de ação coletiva se mantiveram, mesmo sem contar com o mesmo apoio prestado pelo poder público em outros tempos, garantindo a permanência de uma forma que muito se assemelha aquele que dá corpo ao Movimento dos Trabalhadores Rurais Sem Terra (MST), criado quase vinte anos depois, em Encruzilhada Natalino, uma área entre os municípios de Nonoai e Sarandi".
Em 2014 a Assembleia Legislativa do Estado promoveu um seminário comemorando os 10 anos da morte de Leonel Brizola e enfocando seu projeto de reforma agrária. Na ocasião, Elmar Bones, mediador de um dos painéis, disse que "o tema da reforma agrária é, ainda hoje, muito pouco discutido, mas é central na vida política, social e econômica do país. Nesse sentido, Brizola foi um visionário. Foi pioneiro num momento em que nem existia a legislação fundiária". João Pedro Stédile, uma liderança do MST, concordou que o legado de Brizola foi muito importante para a luta pela reforma agrária, destacando seu pioneirismo ao incluir o direito à terra em um projeto de desenvolvimento geral do estado.